# Distenia polisana
Distenia polisana es una especie de escarabajo longicornio del género Distenia, categorizada en la tribu Disteniini, de la orden Coleoptera. Fue descrita por Vives en 2015.

## Descripción
Mide 22-23 mm de longitud.

## Distribución
Se distribuye por Filipinas.